# Astrotrichilia zombitsyensis
Astrotrichilia zombitsyensis är en tvåhjärtbladig växtart som beskrevs av J.-f. Leroy & M. Lescot. Astrotrichilia zombitsyensis ingår i släktet Astrotrichilia och familjen Meliaceae. Inga underarter finns listade i Catalogue of Life.